# ريفير أو فاس (ميزوري)
ريفير أو فاس (بالإنجليزية: River aux Vases)‏ هي إحدى المجتمعات الفردية (غير مصنفة) في ولاية ميزوري في الولايات المتحدة الأمريكية.